# Placidus und Sigisbert von Disentis
Placidus und Sigisbert von Disentis († in der ersten Hälfte des 8. Jahrhunderts in Disentis/Mustér) waren Eremiten, Heilige und die Gründer des Klosters Disentis. Placidus war wahrscheinlich ein einflussreicher Gutsbesitzer und stammte wohl aus der Region Churrätien. Sigisbert hingegen war ein Wandermönch aus dem Frankenreich, der wahrscheinlich einige Jahre im Kloster Luxeuil verbrachte.
Placidus wurde vom Landesherrn und Präses Victor von Chur erschlagen, der möglicherweise die Selbstständigkeit Churrätiens durch den fränkischen Einwanderer Sigisbert gefährdet sah. Victors Sohn Tello hatte als Wiedergutmachung der Bluttat dem Kloster im Jahr 765 im so genannten Tellotestament umfangreiche Schenkungen vermacht. Aufgrund dieses Testaments und archäologischer Grabungen (Krypta um 700 erbaut) kann das Todesdatum von Placidus und Sigisbert auf die erste Hälfte des 8. Jahrhunderts festgelegt werden.
Nach der Legende aus dem Ende des 12. Jahrhunderts war Sigisbert ein direkter Schüler des Columban von Luxeuil und wanderte wohl gegen 700 vom Oberalppass her in Disentis ein. Als Bestätigung wird die alte Kolumbankirche in Andermatt genannt. Sie gehörte einst zum Besitz des Klosters Disentis, das um das Jahr 700 entstand.
Der Tod des Placidus wurde von der Legende zum Märtyrertod erklärt und dementsprechend ausgeschmückt. Sein Büstenreliquiar, angefertigt um 1480 vermutlich von dem Konstanzer Goldschmied Hans Schwartz, befindet sich (wie auch das Büstenreliquiar des Luzius von Chur) im Dommuseum Chur. Gedenktag ist der 11. Juli.

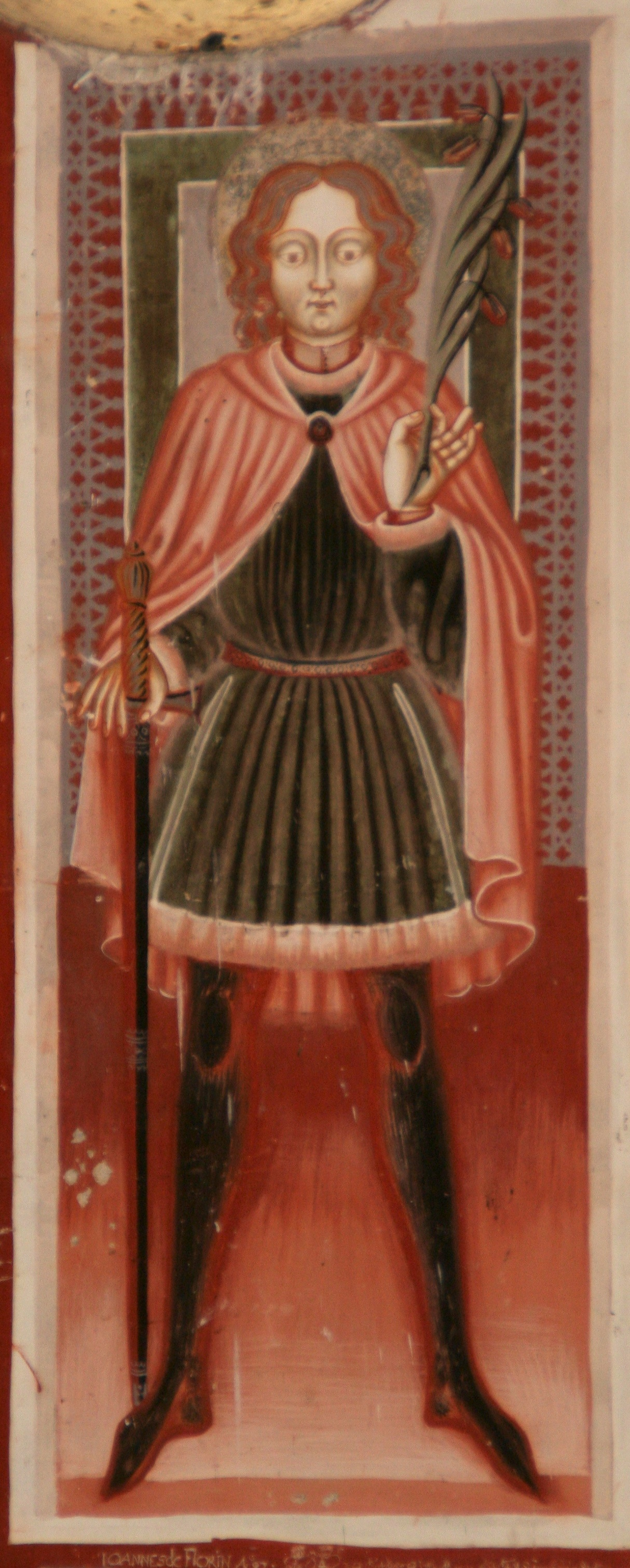
Darstellung des Placidus in der Kapelle St. Agatha bei Disentis
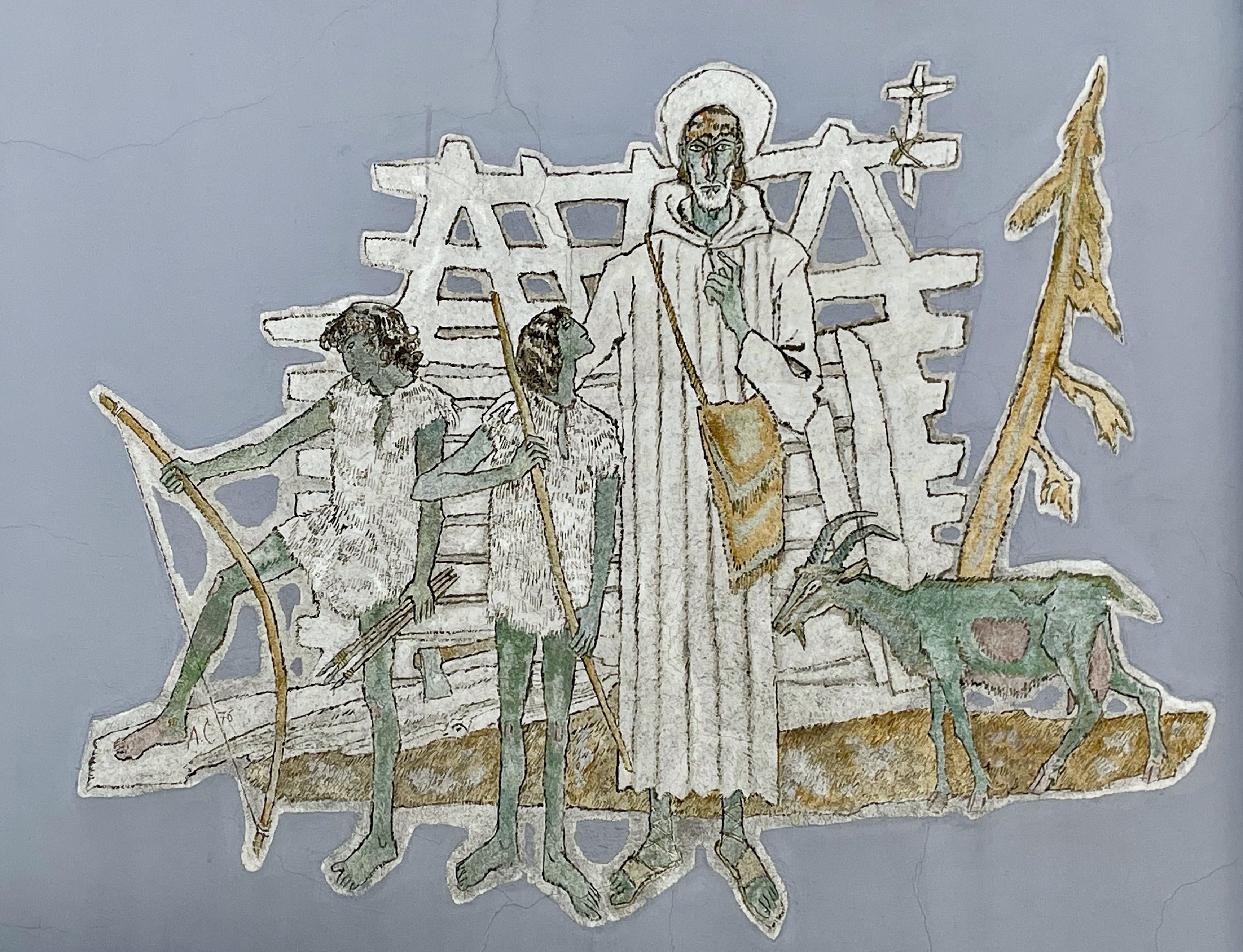
Sigisbert in einer Darstellung von Alois Carigiet